# Редукторний провулок
Реду́кторний прову́лок — зниклий провулок, що існував у Жовтневому, нині Солом'янському районі Києва, місцевість Караваєві дачі. Пролягав від вулиці Вадима Гетьмана (на той час — Індустріальна вулиця).

## Історія
Провулок виник у 1-й половині ХХ століття під назвою Станкозаводський (Верстатозаводський). Назву Редукторний провулок отримав у 1962 року (від Редукторного заводу, поруч з яким пролягав). Ліквідований разом із навколишньою малоповерховою забудовою наприкінці 1970-х — на початку 1980-х років.